# Carlos Marichal
Carlos Marichal (24 de junio de 1923, Santa Cruz de Tenerife, Islas Canarias, España- 29 de diciembre de 1969, San Juan (Puerto Rico)) fue un pintor, ilustrador, cartelista, escenógrafo, artista comercial y diseñador de vestuario y libros español que es considerado, actualmente, como la persona más importante en el desarrollo del teatro puertorriqueño, tanto en la dramaturgia extranjera como en la del teatro nacional. El doctor Osiris Delgado lo llamó, en 1969, "el padre de las artes gráficas en Puerto Rico", debido a que consiguió que muchos puertorriqueños comenzaran a interesarse por las artes gráficas.

## Biografía
Carlos Marichal nació el 24 de junio de 1923 en Santa Cruz de Tenerife, Islas Canarias. Inició sus estudios primero en Tenerife y luego en Madrid, pero no pudo concluirlos debido al estallido de la guerra civil española. Se exilió en principio en Bélgica, París, Casablanca (Marruecos francés) y, a partir de 1941, en México.
En 1942, se matriculó en la Escuela de Artes del Libro de México, donde se graduó como maestro de grabado. Más tarde, ejerció los oficios de ilustrador de libros y revistas para la Secretaría de Educación Pública de México, integrándose en la Sociedad de Grabadores Mexicanos, a la vez que realizaba escenografías para el Palacio de Bellas Artes, en el que llegó a desempeñar el cargo de director técnico y realizó diseños para Louis Jovet o Alicia Markova.
En 1949 fue invitado a Puerto Rico por la Facultad de Humanidades de la Universidad portorriqueña para ocupar el puesto de director técnico del Teatro Universitario de San Juan y como profesor de la Universidad de ese país americano.
Su aportación al teatro puertorriqueño, tanto en la UPR como en los Festivales de Teatro Puertorriqueño e Internacional del Instituto de Cultura Puertorriqueña tocó muy diversos campos: dirigió los Ballets de San Juan, el Tinglado Puertorriqueño, el Teatro Nuestro, el círculo de Amigos del Teatro Español y la Universidad del Sagrado Corazón, destacando en la elaboración de escenografías y vestuario.
En 1950 fue cofundador del Centro de Arte Puertorriqueño y del primer taller de gráfica y grabado de Puerto Rico, taller frecuentado por artistas como Carlos Raquel Rivera o Félix Rodríguez Báez. En 1951 estableció el primer curso de gráfica dentro de la Facultad de Humanidades de la UPR-RP.
En la década de 1950, desarrolló su vertiente de ilustrador y diseñador de libros. Colaboró en los libros publicados por el Instituto de Cultura Puertorriqueña, Cuadernos de Poesía, Libros del Pueblo y Obras Completas, así como en la Revista del Instituto de Cultura Puertorriqueña. Murió en San Juan, el 29 de diciembre de 1969.

## Legado
- El Instituto de Cultura Puertorriqueña le concedió el Gran Premio de la institución y se puso su nombre a la Sala Experimental del Centro de Bellas Artes.
- El Departamento de Educación le concedió el Gran Premio del Teatro Escolar.[1] y en su honor, se creó el “Premio Carlos Marichal para la Excelencia en Artes Gráficas” en la Universidad de Puerto Rico.[3]